# Renmark
Renmark – miasteczko w Australii, w stanie Australia Południowa w regionie Riverland, położone nad rzeką Murray, 254 km na północny wschód od stolicy staniu Adelajdy, przy drodze stanowej do Sydney.